# Arctosa alluaudi
Espèce
Arctosa alluaudi est une espèce d'araignées aranéomorphes de la famille des Lycosidae.

## Distribution
Cette espèce est endémique du Maroc.

## Étymologie
Cette espèce est nommée en l'honneur de Charles Alluaud.

## Publication originale
- Guy, 1966 : Contribution à l'étude des araignées de la famille des Lycosidae et de la sous-famille des Lycosinae avec étude spéciale des espèces du Maroc. Travaux de l'Institut Scientifique Cherifien, Série Zoologie, vol. 33, p. 1-174.